# مهدی تاجیک (بازیکن فوتبال)
مهدی تاجیک (انگلیسی: Mehdi Tajik؛ زادهٔ ۱۱ مارس ۱۹۷۹) یک بازیکن فوتبال اهل ایران است.
از باشگاه‌هایی که در آن بازی کرده‌است می‌توان به باشگاه فوتبال پیکان تهران اشاره کرد.